# Dominique Mamberti
Dominique François Joseph Mamberti (ur. 7 marca 1952 w Marrakeszu) – francuski duchowny rzymskokatolicki, doktor obojga praw, dyplomata watykański, arcybiskup, nuncjusz apostolski w Sudanie w latach 2002–2006 – jednocześnie delegat apostolski w: Somalii w latach 2002–2004; Erytrei w latach 2004–2006, sekretarz ds. relacji z państwami w Sekretariacie Stanu Stolicy Apostolskiej w latach 2006–2014, prefekt Najwyższego Trybunału Sygnatury Apostolskiej od 2014, kardynał diakon od 2015, od 2024 kardynał protodiakon Kolegium Kardynalskiego.

## Życiorys
Studiował nauki polityczne i prawo cywilne. 20 września 1981 wyświęcony na kapłana diecezji Ajaccio na Korsyce. W 1982 rozpoczął przygotowanie do służby dyplomatycznej na Papieskiej Akademii Kościelnej. Od 1986 w służbie dyplomatycznej Stolicy Apostolskiej; był jej przedstawicielem w Algierii, Chile, Libanie oraz przy ONZ.
18 maja 2002 papież Jan Paweł II mianował go nuncjuszem apostolskim w Sudanie oraz arcybiskupem tytularnym Sagony. 3 lipca 2002 otrzymał sakrę biskupią z rąk kardynała Angelo Sodano. W latach 2002–2006 pełnił funkcję nuncjusza apostolskiego w Sudanie, Erytrei oraz delegata apostolskiego w Somalii.
W latach 2006–2014 pełnił funkcję sekretarza ds. relacji z państwami w Sekretariacie Stanu Stolicy Apostolskiej. 8 listopada 2014 papież Franciszek mianował go prefektem Najwyższego Trybunału Sygnatury Apostolskiej. 4 stycznia 2015 kreowany kardynałem diakonem przez papieża Franciszka. Insygnia nowej godności odebrał 14 lutego. Od 28 października 2024 roku, po śmierci Renata Raffaelego Martina, został protodiakonem Kolegium Kardynalskiego. W tym charakterze, 8 maja 2025 ogłosił światu wybór na papieża Roberta Prevosta, który przybrał imię Leona XIV. 